# Kampsax (dokumentarfilm)
Kampsax er en dansk dokumentarfilm fra 1938.

## Handling
Filmen viser det dansk-svenske konsortium Kampsax' arbejde med bygningen af det store jernbane-projekt i Iran. Der er både optagelser fra Iran og møder i Ingeniørforeningens bygning, hvor planlægningsarbejdet diskuteres.
Anlæggelsen af Den Transiranske Jernbane skildres også i Theodor Christensens film Iran - det nye Persien.